# Eta Tyrmand

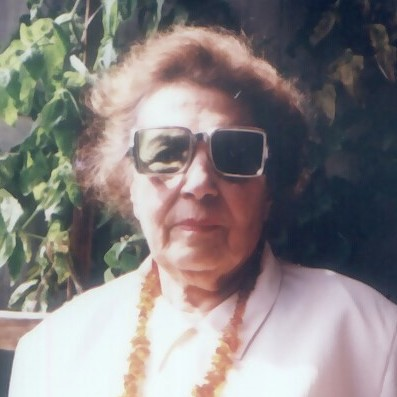
Eta Moiseyevna Tyrmand 2000

Eta Tyrmand (belarussisch Эта Майсееўна Тырманд, Transkription Eta Majssejeuna Tyrmand; russisch Эта Моисеевна Тырманд, Transkription Eta Moissejewna Tyrmand, wiss. Transliteration Ėta Moiseevna Tyrmand; Rufname auch Edi, Eddi, Edsi; geboren am 23. Februar 1917 in Warschau; gestorben am 29. April 2008 in Minsk, Belarus) war eine sowjetische und belarussische Komponistin, Pianistin und Hochschullehrerin.

## Leben
Eta Tyrmand wuchs in Warschau als Tochter einer jüdischen Familie auf. Sie absolvierte zunächst am Konservatorium Warschau 1938 eine Ausbildung an der Chorschule bei Stanisław Kazuro und nahm ersten Klavierunterricht. Nach dem Überfall der deutschen Wehrmacht auf Polen 1939 floh sie gemeinsam mit ihrem Mann, dem Bratschisten Israel Alexandrowitsch Tursch, in die Sowjetunion nach Minsk. Dort traf sie an der Belarussischen Staatlichen Musikakademie erneut auf ihre ebenfalls geflüchteten Warschauer Studienkollegen Mieczysław Weinberg, Lew Abeliowitsch, Max Fishman sowie Gendrich Wagner und begann ein Klavier-Studium bei Alexei Klumow.
Mit Beginn des Deutsch-Sowjetischen Kriegs wurde Eta Tyrmand 1941 nach Kirgisistan evakuiert und arbeitete im damaligen Frunse bis 1947 am Opern- und Ballett-Theater „Abdylas Maldybajew“ als Pianistin und Korrepetitorin. Ihre in Warschau verbliebenen Eltern wurden im Holocaust ermordet. Eta Tyrmand kehrte zurück nach Minsk und schloss an der Musikakademie ihre Studien ab, 1949 im Fach Klavier bei Grigori Scherschewski und 1952 im Fach Komposition bei Anatol Bahatyrou. 1954 wurde sie Mitglied im Komponistenverband der UdSSR.
Bereits ab 1949 lehrte sie in Minsk am Musikgymnasium (bis 1962) sowie rund 40 Jahre lang an der Belarussischen Musikakademie, an der sie ab 1979 als Dozentin beschäftigt war.

## Schaffen
Eta Tyrmand gilt als erste belarussische Komponistin im Bereich klassischer Kunstmusik. Sie hinterließ zwei Kantaten und zwei Klavierkonzerte (1952, 1956) sowie eine Fantasie für Orchester mit Volksinstrumenten. Sie komponierte etliche Werke für Klavier solo, aber auch Kammer- und Chormusik, Liederzyklen und Romanzen. In ihren Vokalwerken vertonte sie Texte u. a. von Maksim Tank, Bernard Dadié, Federico García Lorca, Robert Burns, Maksim Bahdanowitsch, Jakub Kolas, Michail Swetlow, Julian Tuwim und Eduardas Mieželaitis.
Stilistisch blieb sie der erweiterten Tonalität verpflichtet, wobei sie mit Chromatik und Ornamentierung auch Elemente belarussischer Volksmusik mit einbezog. In Werken, in denen sie regional verbreitete Instrumente wie etwa das Cimbalom einsetzte, näherte sie sich Einflüssen von Béla Bartók und Karol Szymanowski. Charakteristisch für ihre Musik ist oft eine Intonation, die der gesprochenen Sprache ähnlich klingt.